# Bygdø
Bygdø (Bygdøy og før 1877 Ladegaardsøen) er en halvø i den vestlige del af Oslo. Frilandsmuseet Norsk Folkemuseum, den kongelige ejendom Bygdø Kongsgård, vikingeskibene og Thor Heyerdahls Kon-Tiki ligger på Bygdø.
Bygdø var til ca. år 1800 en ø, men blev landfast efter flere landhævninger og jordpåfyldninger. Øen var oprindelig et klostergods under Cistercienserne på Hovedøya men kom under kongen som krongods ved reformationen. Bygdø er administrativt under Frogner.
59°54′21.388″N 10°40′47.687″Ø / 59.90594111°N 10.67991306°Ø